# 朱拱樋
朱拱樋（1513年—1591年），字匡南，一字子深，號同伯。明朝宗室。
明太祖之子宁献王朱权五世孙。寧藩建安簡定王朱覲鍊之孫。生於正德八年（1513年）。世代居南昌。封輔國将軍。娶匡鵬之女為妻。與南昌朱氏如朱多煃、朱多照、朱多炡、朱多炤等皆雅好文學。並同歐大任等唱和。萬曆十九年（1591年）卒。著有《瑞鶴堂近稿》二卷、《匡南先生詩集》四卷、《爽台稿》二卷。《盛明百家詩》收明詩人三百三十一家，宗室只收錄朱拱樋。